# Szojuz TM–5
Szojuz TM–5 az ötödik, személyzettel ellátott háromszemélyes, szkafanderes szállító űrhajó, amely csatlakozott a Mir űrállomáshoz.

## Küldetés
Az Interkozmosz (oroszul: Интеркосмос [Intyerkoszmosz]) a Szovjetunió és kelet-európai országok – később további országok csatlakoztak – közös  űrkutatási programja. Az űrhajó felépítése, technikai adatai megegyeznek a Szojuz TM–1 űreszközzel.

## Jellemzői
A Szojuz űrhajó továbbfejlesztett változata. A világűrben eltöltött idő meghosszabbítása érdekében, az önálló energiaellátás biztosítására újra alkalmazták a napelemtáblákat. 1988. június 7-én startolva az űrállomásra vitte Alekszandar Alekszandrovot, a második bolgár űrhajóst. (Az első bolgár űrhajós, Georgi Ivanov a Szojuz–33 űrhajóval technikai okok miatt sikertelen dokkolást hajtott végre, a kutatási programot nem tudták teljesíteni). 1988. június 9-én a dokkolás megtörtént, majd megkezdődött az első sikeres bolgár kutatási program végrehajtása. A program befejezését követően a legénység 1988. június 17-én sikeresen visszatért a Földre.

## Személyzet

### Indulásnál
- Anatolij Jakovlevics Szolovjov parancsnok
- Viktor Petrovics Szavinih kutatómérnök
- Alekszandar Alekszandrov kutató-pilóta

### Leszállásnál
- Vlagyimir Afanaszjevics Ljahov parancsnok
- Abdul Ahad Mohmand kutató-pilóta